# Жулиет Колбер
Жулиет Викториан Франсоаз дьо Колбер-Молеврие, по мъж Фалети ди Бароло (на френски: Juliette Victorienne Françoise de Colbert-Maulévrier, на италиански: Giulia Vitturnia Francesca Colbert di Maulévrier coniugata Falletti di Barolo), е италианска филантропка и маркиза от френски произход, позната в Пиемонт и в Италия като Преподобната маркиза Джулия ди Бароло (на италиански: Venerabile Marchesa Giulia di Barolo).

## Биография

### Ранни години
Жулиет Колбер е родена на 26 юни 1785 г. в Молеврие в католическия регион Вандея на Пеи дьо ла Лоар, Кралство Франция в благородническо семейство: прачичо ѝ Жан-Батист Колбер е министър на финансите на крал Луи XIV, а баща ѝ Едуард Виктюрниан Шарл Рене Колбер (* 1754, † 1839) е маркиз на Молеврие, енергичен и дълбоко религиозен човек.
Тя има една сестра и двама братя: Елизабет Мари (* 11 февруари 1783, † 19 април 1835), Едуард Огюст († ноември 1817) и Шарл Антоан (* 11 февруари 1793, † 26 юли 1859). Има и един полубрат – Рене Оливие (* 19 март 1813) от втория брак на баща ѝ.
На земите на баща ѝ живеят много семейства, на които той се опитва да помогне, като раздава помощи за образованието на децата. В навечерието на Френската революция, на Асамблеята, свикана от благородниците в Анже през 1788 г. като подготовка за Генералните щати, бащата на Жулиет предлага да се откажат от многобройните феодални привилегии, но превземането на Бастилията възбужда духовете. Изтребени са множество жители на Вандея – жени, деца и възрастни хора, включително и семейството на майката на Жулиет, когато тя е едва на 7 г.; много нейни роднини, принадлежащи към най-висшите сфери на френската аристокрация, са публично екзекутирани, а семейният замък – разграбен.
Семейството ѝ емигрира през 1792 г., а майка ѝ Анмари Луиз дьо Кренол умира в Брюксел през 1793 г. След като се скита из Холандия и Германия, семейството ѝ се установява в Кобленц – град в днешна югозападна Германия. Там под строгия надзор на баща ѝ, който насажда у децата си живо религиозно чувство, Жулиет получава превъзходно за времето си образование. Благодарение на него тя формира по-широка от обичайната за жените от нейния ранг култура, изучавайки френски, английски, немски, италиански и латински език и литература, както и история, география и философия.
В юношеските години Жулиет е част от почетните придворни дами на Жозефин дьо Боарне – първата съпруга на Наполеон Бонапарт. Именно в обкръжението на френския двор тя се запознава с маркиза от Пиемонт Карло Танкреди Фалети ди Бароло – бъдещ двоен кмет на Торино и бъдещ държавен съветник. Двамата сключват брак на 18 август 1806 г. в Париж. Привързаността помежду им, основана на дълбоката вяра и на милосърдието, с времето става все по-чиста и по-силна. Двойката е бездетна.

### Живот в Торино
През 1814 г. семейството се мести окончателно в град Торино, Северна Италия в двореца на Карло Танкреди – Палат Фалети ди Бароло (Palazzo Falletti di Barolo). Палатът по онова време е място за срещи на културния и политически елит на Торино, както и място на благотворителни дейности. В него до смъртта си на 31 януари 1854 г. живее известният патриот и писател Силвио Пелико, завърнал се от плен в крепостта Шпилберг и станал техен семеен секретар.
Преобладаващият интерес на двамата съпрузи е насочен към благотворителните дейности: Жулиет (Джулия) се посвещава на подпомагането на затворничките и предприема заедно със съпруга си благотворителни инициативи: безплатни училища, помощи за бедните и дарения. Маркизът финансира почти изцяло изграждането на сегашното Монументално гробище на Торино през 1828 г., използвайки част от стария Кралски парк на савойската столица. Заедно с него Жулиет (Джулия) основава Конгрегацията на сестрите на Св. Анна (Congregazione delle Suore di Sant'Anna). Нейната ангажираност към затворничките по отношение на образование, осигуряване на храна и прилично облекло, и хигиена стига дотам, че, след като представя на правителството проект за затворническа реформа, на 30 октомври 1821 г. министерството я назначава за надзирателка на затворите в Торино. То ѝ позволява да събере всичките затворнички от торинските смесени затвори в един женски затвор, т.нар. „Карцер на затворничките“ (Carcere delle Forzate), където да осъществи своите проекти. За кратко време затворът се превръща в примерна институция и след като изготвя нова вътрешна наредба, тя я подлага на обсъждане от затворничките, от които получава единодушно одобрение.
През 1838 г. маркизът умира от холера и е погребан в току-що построеното и финансирано от него Монументално гробище в Торино. Всички благотворителни дейности попадат под управлението на маркизата, която в допълнение към дейностите в Торино се погрижва да остави всичките необходими активи за основаването на едноименната Благотворителна фондация „Бароло“ (с тайно завещание от 1852 г.).
От около 1845 г. нататък маркизата се посвещава и на усъвършенстването на отглеждането и винификацията на прочутото вино Бароло, любимото на крал Карл Алберт Савойски, като често посещава лозята от известния сорт небиоло и избите на рода на мъжа ѝ в село Бароло в Пиемонт. Маркизата също е потомка на древен френски благороднически род на винопроизводители – традиция, започната от нейните предци около два века по-рано в района на Реймс, след това в замъците на Брезе и на Молеврие близо до земите на Лоара.
Джулия ди Бароло заминава за Рим през 1845 г., за да получи признание от папата за двата си религиозни ордена: Конгрегацията на сестрите на Св. Анна и Института на покайващите се сестри на Света Мария Магдалена. Чрез целеустременост тя успява да опрости процедурите и да получи от кардиналите и от папа Григоар XVI пълното признаване на двете религиозни структури чрез някои изменения на техните правила. Тя получава и разрешение от папата да влиза във всички женски манастири: след като посещава Oрдена на вечните обожатели на Благодатното тайнство, тя получава позволението на крал Kарл Алберт да докара ордена в Пиемонт, като плати за него.
През 1862 г., точно година след провъзгласяването на Кралство Италия, маркизата финансира изграждането на църквата „Св. Джулия“ (Chiesa di Santa Giulia) в торинския квартал „Борго Ванкилия“. Тя е посветена на Света Джулия от Корсика, чиято годишнина се пада на 22 май. Това е и датата на полагането на първия камък на църквата през 1863 г. в присъствието на самата маркиза. Тя обаче не успява да види строежа завършен през 1866 г., тъй като умира на 19 януари 1864 г. в Торино на 78-годишна възраст. Улицата пред църквата, наричана тогава Via dei Macelli, е преименувана на нейно име.
Тленните останки на Джулия ди Бароло са положени до тези на съпруга ѝ в Монументалното гробище на Торино, но през 1899 г. ковчегът е преместен в църквата на Св. Джулия. През 2013 г. е разрешено преместването на тленните останки и на съпруга ѝ в същата църква.

## Дело
Джулия ди Бароло се отличава с дейностите си в полза на най-слабите, особено болните, децата, сираците и децата на затворниците. Нейните дела са многобройни и това е достатъчно, за да започне процес на беатификация.
- През 1821 г. основава първото училище за бедни момичета в торинския квартал Борго Дора;
- През 1823 г. основава Института на убежището (Istituto del Rifugio) в квартал Валдоко в Торино, където бивши затворнички и самотни майки намират семейна среда и достойна работа;
- През 1825 г. заедно със съпруга си в част от Палат Бароло открива детска градина (Asilo Barolo) за децата на работниците, първата по рода си в Италия.[3]
- През 1833 г. финансира построяването на Института на покайващите се сестри на Света Мария Магдалена (Sorelle Penitenti di Santa Maria Maddalena), които живеят в манастирско уединение и се занимават с образованието на гостуващите на Института на Убежището жени, желаещи да се посветят на Бога. Той е разширен, за да включи и жертвите на детска проституция;
- През 1834 г. заедно със съпруга си основава Конгрегацията на сестрите на Света Ана на Провидението (Congregazione delle Suore di Sant'Anna) с цел възпитание на момичета, принадлежащи към средната буржоазия или към по-нисши прослойки. През 1835 г. двамата отварят вилата си в Монкалиери за група сирачки и поверяват грижите на общността от монахини, които бързо разпростират дейността си и в други центрове в Пиемонт и я разширяват към подпомагането на проститутки и затворнички;
- През 1835 г., по време на епидемията от холера, помага заедно със съпруга си на многото болни в Торино. Три години по-късно се заразява и умира самият маркиз. Град Торино ѝ присъжда златен медал в знак на почит към нейната всеотдайност по време на епидемията;
- След смъртта на съпруга ѝ дейностите по проекта за изграждането на „Малката болница“ наречена „Света Филомена“ (Ospedaletto di Santa Filomena) са прехвърлени от град Монкалиери на ул. Котоленго в Торино до Института на сестрите на Света Мария Магдалена. Болницата е открита през 1845 г. и е предназначена за момичета с увреждания, а впоследствие е поверена на дон Джовани Боско;
- През 1847 г. в Палат Бароло основава професионално училище за момичетата от семействата на работническата класа; през 1857 г. основава и школа по тъкане и бродерия;
- През 1848 – 1853 г. разширява инициативите си извън Торино, основавайки детска градина в град Кастелфидардо, регион Марке и дом за момичета в риск в град Луго, регион Емилия-Романя;
- В периода 1850 – 1855 г., благодарение на упоритостта си, заедно с Камило Бенсо, граф на Кавур и крал Виктор Емануил II и следвайки съветите на генерала-енолог Паоло Франческо ди Сталиено и на френския енолог Луи Удар,[4] лично надзирава подобряването на отглеждането на гроздето небиоло в именията си и на свързаното с него винифициране на вече съществуващото вино Бароло; тя допълнително повишава качеството, като в днешно време виното е отличник на енологията;
- През 1863 г. е свидетелка на полагането на първия камък на църквата на Света Джулия, в торинския квартал Ванкилия (Borgo Vanchiglia) – дело, което желае и финансира по проект на Джовани Батиста Феранте;
- При смъртта ѝ през 1864 г. в завещанията ѝ е записано създаването на Благотворителна фондация „Бароло“ (Opera Pia Barolo), на която оставя цялото семейно наследство. Според някои документи тя отделя общо 12 милиона лири за благотворителност – сума, почти равна на държавния бюджет по онова време.

## Кауза по беатификацията
На 5 май 2015 г. папа Франциск упълномощава Конгрегацията по каузите на светиите да обнародва декрет, отнасящ се до героичните добродетели на Божията слугиня Джулия Колбер, светско лице, вдовица и основателка на Конгрегацията на дъщерите на Исус добър пастир и на Сестрите на Света Ана, обявявайки я за „преподобна“.

## Любопитно
Известният френски поет-романтик Алфонс дьо Ламартин пише за нея в Harmonies poétiques, Paris, Hachette, 1893, с. 106.:
| „ | Маркизът на Бароло беше мой приятел; той се бе оженил за французойка с превъзходно семейство, дух и добродетел. Мадам ди Бароло посвети след смъртта на съпруга си набожния си гений на Бога и огромното си богатство на благотворителността. Силвио Пелико, големият поет на пленничеството и примирението, сега живее при тази свята жена и я подпомага в нейните дела на облекчение [на живота] на затворниците. | “ |

Фигурата на маркизата е представена в телевизионния минисериал от 2004 г. „Дон Боско“, излъчен по италианския телевизионен канал RAI 1. В ролята ѝ е италианската актриса Алесандра Мартинес.
В град Торино, Пиемонт, Северна Италия се намира музеят „Джулия ди Бароло“ (Museo Giulia di Barolo) – безплатен образователен музей, посветен на живота и делото на маркизата–филантроп.